# Passage du milieu (film)
Pour plus de détails, voir Fiche technique et Distribution.
Passage du milieu est un film français martiniquais qui se réfère à la traversée de l'Atlantique par des esclaves africains. Réalisé par Guy Deslauriers, il est sorti en salles en 2000.

## Synopsis
Déjà, à l'intérieur des terres, les esclaves avaient effectué une marche, ou « traversée », qui les menait de leurs lieux d'origine au dépôt, pour les regrouper avant l'embarquement à bord de négriers.
Une fois l'océan traversé, les esclaves devaient encore cheminer à l'intérieur des terres où ils étaient consignés aux tâches agricoles ou autres.

## Fiche technique
- Titre : Passage du milieu
- Réalisation : Guy Deslauriers
- Scénario : Claude Chonville et Patrick Chamoiseau
- Musique : Amos Coulanges
- Photographie : Jacques Boumendil
- Montage : Aïlo Auguste-Judith
- Narrateurs :
  - Maka Kotto
  - Djimon Hounsou (version anglophone)
- Production : Yasmina Hou-You-Fat
- Société de production : Les Films du Dorlis et R. F. O.
- Pays :  France et  Martinique
- Genre : drame et historique
- Durée : 78 minutes
- Dates de sortie : 
  -  France : 9 septembre 2000 (festival international du film de Toronto)
  -  France : 14 février 2001

## Exploitation
Le film, produit par Guy Deslauriers, est sorti pour la première au Festival international du film de Toronto le 9 septembre 2000.